# ملحق عسكري

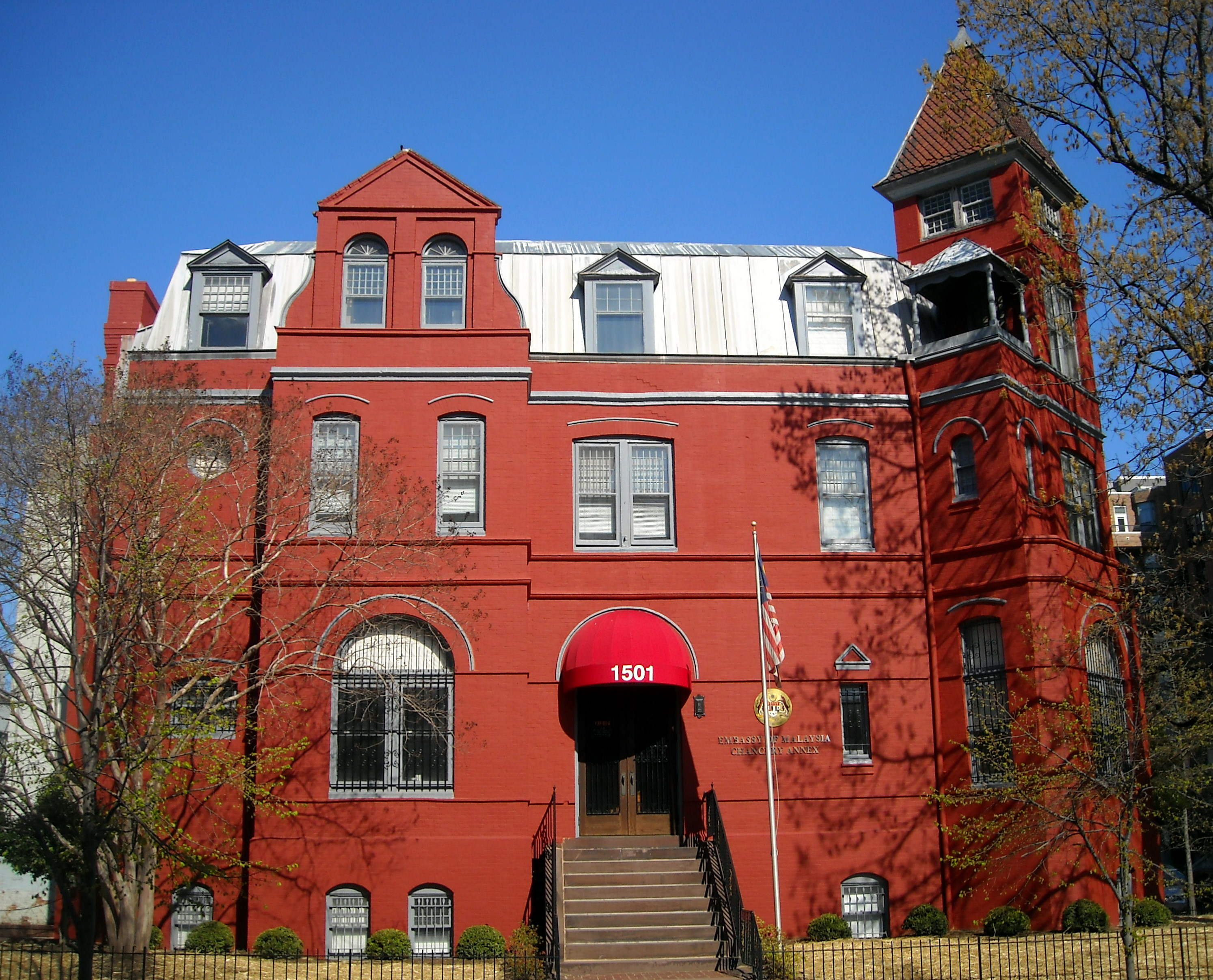
مكتب الملحق العسكري الفرنسي السابق الموجود في العاصمة واشنطن

الملحق العسكري هو خبير عسكري يعمل مع البعثة الدبلوماسية (الملحق). في العادة يشغل هذا المنصب أحد الضباط العسكريين الرفيعي المستوى ويحصل على المنصب أثناء عمله في السفارة. وأحيانًا تنشأ فرص للعمل الميداني مع القوات المسلحة لدولة أخرى.
يتضح دور الملحق العسكري من خلال الأدوار التي قام بها مجموعة الملحقين العسكريين الأمريكيين في اليابان أثناء سنوات الحرب بين روسيا واليابان. وتم تعيين مجموعة من ضباط القوات المسلحة في البعثة الدبلوماسية الأمريكية التي ذهبت إلى طوكيو عام 1901 عندما كانت الولايات المتحدة تتعاون مع اليابان بشكل وثيق للقيام برد فعل على ثورة الملاكمين في الصين. وكانت وظيفة الملحق العسكري تقديم النصح إلى سفير الولايات المتحدة في اليابان بشأن المسائل العسكرية، وكان يعمل كحلقة وصل بين الجيش الأمريكي والقيادة العامة للجيش الإمبراطوري، بالإضافة إلى قيامه بجمع المعلومات الاستخباراتية ونشرها. وكان مكتب الملحق العسكري في طوكيو يضم عادةً اثنين من المساعدين وعدد من «ضباط اللغات» وهؤلاء الضباط كانوا مكلفين تحديدًا بتعلم اللغة اليابانية وكانوا يلتحقون بكتائب الجيش الياباني الإمبراطوري كمراقبين. وكانت وظيفة «ضباط اللغات» ترجمة الكتيبات التدريبية والتقنية وكتابة تقارير عن الأوضاع في الوحدات العسكرية اليابانية.
وأثناء الحرب بين روسيا واليابان (1904-1905)، كان الملحقون العسكريون التابعون لعدد من المنظمات الغربية يعملون كمراقبين مع القوات البرية والبحرية لكلٍ من روسيا واليابان. وكلَّف الجيش الأمريكي ثمانية ضباط بالعمل كملحقين عسكريين مع قوات الخصم في الميدان؛ واستمر هذا منذ بداية الأعمال القتالية في عام 1904 وحتى توقيع بروتوكول السلام في سبتمبر من عام 1905. بعد انتهاء الحرب، تم جمع التقارير التي أعدها الملحقون العسكريون البريطانيون الذين رافقوا قوات الجيش الياباني في الميدان، ونُشرت هذه التقارير في أربعة مجلدات. أثناء هذه المعركة، كان بعض الملحقين يقومون بتأدية الخدمة في الأساس في منشوريا وبعضهم في طوكيو. والبعض الآخر؛ مثل ضابط البحرية الإيطالي إرنستو بارزالي كانت خدمته في البحر وفي طوكيو.

## الملاحظات
- Cullen, Glen T. (1999). “Preparing for battle: Learning Lessons in the US Army during World War I.” U.S. Army Command and General Staff College (CGSC), Combined Arms Research Library نسخة محفوظة 30 يونيو 2007 على موقع واي باك مشين..
- _____, Office of the Chief of Staff, Second (military) Information Division. (1906). Reports of the Military Observers attached to the Armies in Manchuria during the Russo-Japanese War, Vol. I; (1907). Vol. II. Washington, D.C.: Government Printing Office.
- Sisemore, James D. (2003). “The Russo-Japanese War, Lessons Not Learned.” CGSC.
- _____. (1907). The Russo-Japanese War, Reports from British Officers Attached to the Japanese Forces in the Field, Vol. I; (1908). Vol. II. London: General Staff.